# Middelhavsdiæt
Middelhavsdiæten er en diæt inspireret af spisevanerne fra landene, der omgiver Middelhavet. I 1960'erne hvor diæten oprindeligt blev beskrevet, trak den på spisevanerne i Grækenland, Italien, Spanien og Portugal. I de efterfølgende årtier har har diæten dog også inkorporeret madkulturerne fra de andre lande omkringliggende Middelhavet, såsom dem i Levanten og Nordafrika.
De vigtigste aspekter af diæten inkluderer ting som et forholdsmæssigt højt indtag af olivenolie, bælgfrugter, fuldkorn, frugt og grøntsager, moderat til højt indtag af fisk, moderat indtag af mejeriprodukter (mest som ost og yoghurt), moderat indtag af vin og lavt indtag af rødt kød. Olivenolie er blevet undersøgt som potentiel sundhedsfremmende, f.eks. til at reducere den generelle dødelighed og risikoen for kroniske sygdomme.
Middelhavsdiæten er i observationsstudier forbundet med en reduktion i den generelle dødelighed. Der er nogle tegn på, at middelhavskosten sænker risikoen for hjertesygdomme og tidlig død; dog fastslog en gennemgang i 2019, at beviserne var manglende på kontrollerede og blændede studier af lav kvalitet og forbundet med usikkerhed.
Foreningerne American Heart Association (hjerte) og American Diabetes Association (diabetes) anbefaler middelhavsdiæten som et sundt spisemønster, der muligvis kan reducere risikoen for kardiovaskulære sygdomme og type 2-diabetes. Middelhavsdiæten kan muligvis hjælpe med vægttab hos fede mennesker. Middelhavsdiæten er en af de tre sunde diæter anbefalet af de amerikanske kostvejledninger fra 2015-2020, der også inkluderer DASH-diæten eller en vegetarisk kost.
Middelhavsdiæten er som en ernæringsmæssig anbefaling forskellig fra de kulturelle skikke, som UNESCO listede i 2010 under overskriften "Middelhavskost" i deres repræsentative liste over immateriel kulturarv, hvor den inkluderede: "et sæt færdigheder, viden, ritualer, symboler og traditioner vedrørende afgrøder, høst, fiskeri, husdyrbrug, bevarelse, bearbejdning, madlavning, og specielt delingen og forbruget af mad", og altså en bestemt gruppe madvarer. Dets sponsorer inkluderer Kroatien, Cypern, Grækenland, Italien, Marokko, Spanien og Portugal.